# 尤斯图斯·利普修斯
尤斯图斯·利普修斯（Justus Lipsius，一作Joose Lips 或 Josse Lips；1547年10月18日—1606年3月23日），南尼德兰（今比利时）语文学家、人文主义者。他写下了一系列著作，试图以和基督教相兼容的形式来复兴古代斯多葛主義。其最著名的著作是 De Constantia。他的斯多噶主义形式影响了许许多多同时代的思想家，开创了新斯多葛学派运动。他曾先后任教于耶拿大学、莱顿大学和鲁汶大学。

## 生平

### 早期生活

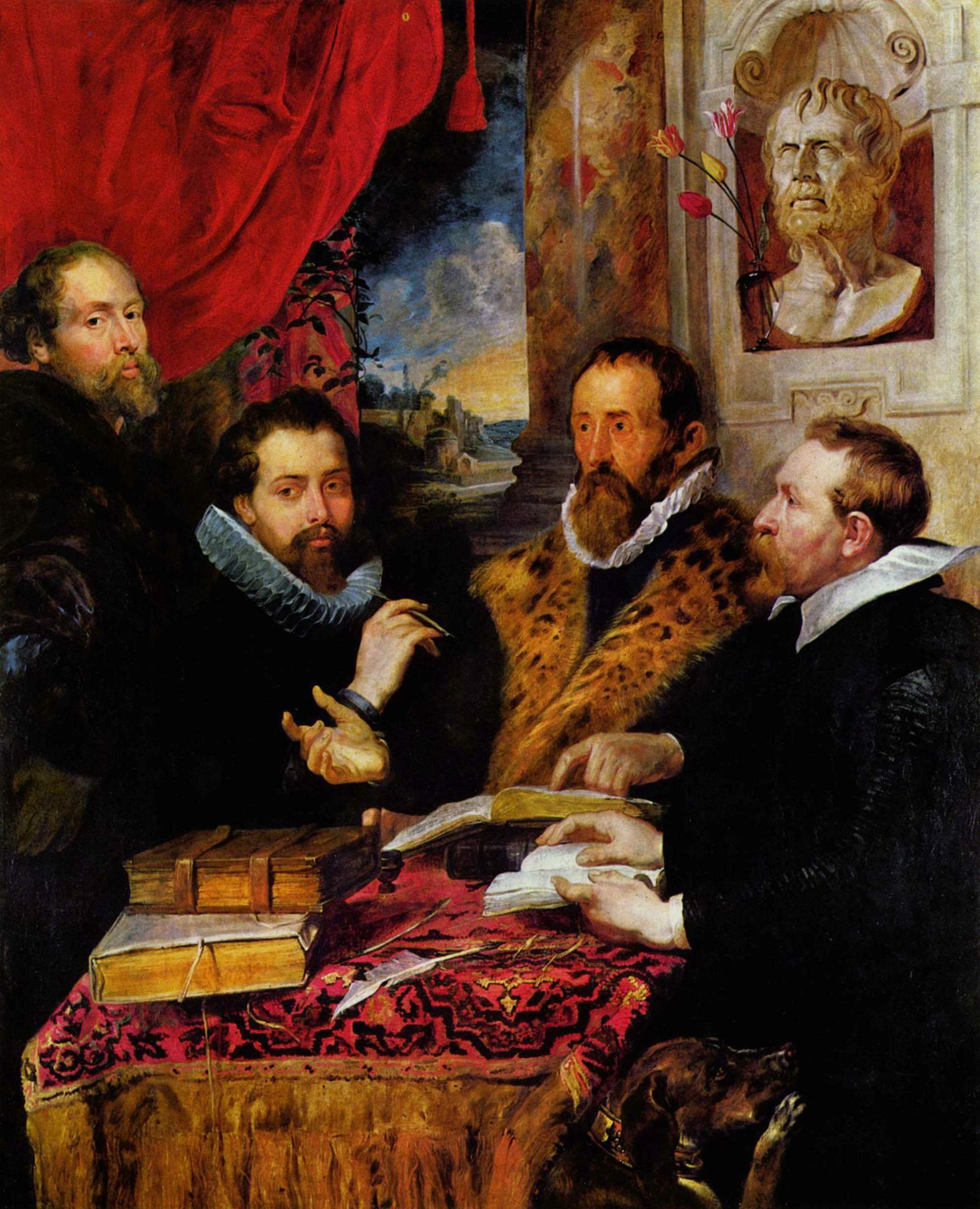
四哲学家 （约1615年. 油彩 畫板; 167 x 143 cm, 皮蒂宫, 佛罗伦萨）。利普修斯的学生之一是菲利普·鲁本斯（Philip Rubens），即画家彼得·保罗·鲁本斯（Peter Paul Rubens）的兄弟。在作于约1615年的友谊肖像画中，画家把他自己、他兄弟、利普修斯及Jan Wowerius（自左至右）以及利普修斯的爱犬Mopsulus都画上了。哲学家背后的塞涅卡的半身像提示了利普修斯的职业，而背景远处罗马帕拉蒂尼山的遗迹则是为了纪念古典哲学的影响。鲁本斯还曾于1602年前后在曼图亚画过一幅类似的友谊肖像画（现存于科隆的瓦尔拉夫-理查尔茨博物馆），画中仍包括利普修斯。

利普修斯生于布拉班特公国的上艾瑟，是知名学者马丁·利普修斯（Martin Lipsius）的侄孙。他的父母很早就将他送到科隆的耶稣会学院，他曾先后于布鲁塞尔、阿特（Ath）及科隆的耶稣会学校求学。不过他的父母又恐怕他加入耶稣会，所以当他16岁时将他送往鲁汶大学攻读法律，儘管利普修斯更偏爱文学。
他献给枢机格兰维尔的校勘學著作《Variarum Lectionum Libri Tres》（1567年）发表，为他赢得了该枢机的拉丁文秘书一职，以及跟随这位枢机赴罗马的机会。从1568年至1570年，利普修斯在罗马生活了两年，其间他将业余时间投入到对拉丁文经典的研究、对铭文的收集以及对梵蒂冈教廷图书馆所藏文献抄本的翻检中。他还结识了Marc-Antoine Muret等人文主义者。从罗马返回鲁汶继续法律学习后，他发表了《Antiquarum Lectionum Libri Quinque》（1575年）；相比于八年前出版的《Variae Lectiones》，这部新著作显示了他已经超越了纯粹的推测性校正（conjectural emendation）的观念，达到了校勘（collation）的观念。

### 学术生涯
为躲避政治宗教冲突，1570年他周游勃艮第、德国、奥地利、波希米亚，在那里耶拿大学于1572年聘其为教师，任期超过一年，这一职位暗示他改宗路德宗。在他回鲁汶的路上，他在科隆停留了一些时候，在这里他必须举止和天主教徒相若。

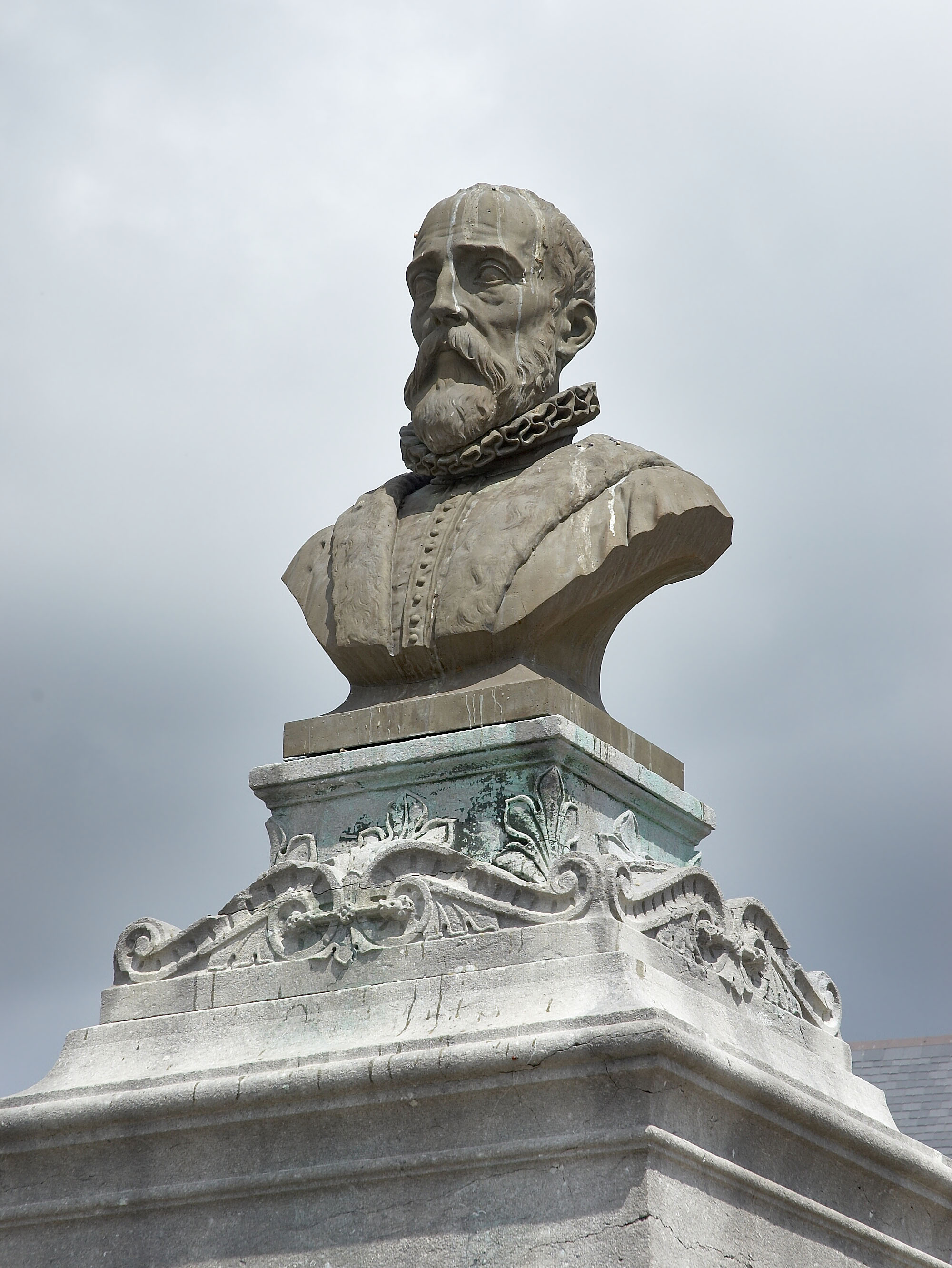
上艾瑟的利普修斯纪念碑

1574年，他回到尼德兰，先后住在上艾瑟与鲁汶，但是八十年战争很快就迫使他离开鲁汶经安特卫普逃到北尼德兰避难，在这里，新成立的莱顿大学1579年任命他为历史学教授。
在莱顿，他必已皈依加尔文宗。他在这里度过了七年，这也是他的高产期。那时他为其塞涅卡作了准备，并在后来的版本中润色了其塔西佗，还写出了一系列其他作品。其中有些是纯学术作品，有些是古典作家的文集，还有些是一般趣味的作品。这最后一类作品之一便是有关政治学的论文（Politicorum Libri Sex, 《政治六书》，1589年），其中他表明，尽管一个国家内的一位公众教师自称宽容，但是他仍然不能摆脱阿尔瓦公爵和菲利普二世的国家箴言。他写道，一个政府应当只承认一种宗教，并用火与剑消灭异议。这一告白使其饱受攻击，但审慎明智的莱顿当局保护了他，并劝说他发表声明称，其著作中的《Ure, seca》（烧和刻）是对积极处理的比喻。

### 晚年与遗产
1590年春，他以生病需要去斯帕以水疗养为藉口离开莱顿，向莱顿大学提出辞职，并在美因茨重新皈依天主教会。此事深受天主教世界关注，他接到了来自意大利、奥地利和西班牙的许多大学和宫廷的犹如雪片般的聘书。但他更喜欢呆在自己的国家里，他于1592年回到鲁汶，并在鲁汶大学三语言学院任拉丁文教授。
没人指望他真的去教书，而且枢密院委员（privy councillor）的职位和1595年被委任为西班牙国王腓力二世的史官使他颇有余钱。他像以前一样继续发表论文，其中主要有《De militia romana》 (1595年) 以及《Lovanium》 (1605年)，是布拉班特的通史介绍。
利普修斯因肝病逝世于鲁汶。许多年后，布鲁塞尔郊区埃特贝克的Wetstraat的一段被分出，以利普修斯的名字命名。在1990年代，欧盟委员会的新总部落成于该街，而对利普修斯的纪念仍被保留下来：1995年欧盟委员会总部将其大楼命名为尤斯图斯·利普修斯楼。

## 觀點
他的理想公民的概念——一个依理性而行动的人，能对他自己负责，控制自己的情绪，并已准备好进行斗争——在骚动的宗教改革时期获得了广泛的接受。利普修斯的这一观点，在被转入政治学后，使国家及其政府机构的理性化、国王的独裁统治、施予臣民的纪律、以及强固的军事防御成为需要。这些原则适于早期现代国家的创建。

## 著作
- Politicorum sive Civilis Doctrinae Libri Sex (Leiden: Plantin, 1589).
- De Constantia Libri Duo, Qui alloquium praecipue continent in Publicis malis(Antwerp: Plantin, 1584).
- Manuductionis ad Stoicam Philosophiam Libri Tres, L. Annaeo Senecae, aliisque scriptoribus illustrandis (Antwerp: Plaintin-Moretus, 1604).
- Physiologiae Stoicorum Libri Tres, L. Annaeo Senecae, aliisque scriptoribus illustrandis (Antwerp: Plantin-Moretus, 1604).
- Annaei Senecae Philosophi Opera, Quae Existant Omnia, A Iusto Lipsio emendata, et Scholiis illustrata (Antwerp: Plantin-Moretus, 1605).